# Hebius deschauenseei
Espèce
Synonymes
- Natrix deschauenseei Taylor, 1934
- Amphiesma deschauenseei (Taylor, 1934)

Statut de conservation UICN

 LC  : Préoccupation mineure
Hebius deschauenseei est une espèce de serpents de la famille des Natricidae. 

## Répartition
Cette espèce se rencontre :
- en République populaire de Chine dans les provinces du Yunnan et du Guizhou ;
- en Thaïlande ;
- au Viêt Nam.

## Étymologie
Cette espèce est nommée en l'honneur de Rodolphe Meyer de Schauensee.

## Publication originale
- Taylor, 1934 : Zoological results of the third De Schauensee Siamese Expedition, Part III. Amphibians and reptiles. Proceedings of the Academy of Natural Sciences of Philadelphia, vol. 86, p. 281-310.